# Campeonato Italiano de Rugby 2010-11
La temporada 2010/11 de la Liga Italiana de Rugby fue la 81.ª edición de la máxima competición nacional organizada por la Federación Italiana de Rugby. La temporada comenzó el 12 de septiembre de 2010 y después de 18 jornadas terminó el 1 de mayo de 2011 para dar paso a los playoffs, a los que se clasificaron los 4 primeros equipos de la tabla.
Debido a la entrada esta temporada de dos equipos italianos en la Magners League, la Liga Italiana de Rugby no clasificará a ningún equipo para la próxima Heineken Cup, sino que los 4 equipos que disputen los playoffs estarán en la European Challenge Cup el año que viene. 
Denominada desde esta temporada como Campionato de Eccellenza, este año estaba previsto que la competición estuviese compuesta por 12 equipos, y con tal objetivo se ascendió desde la serie A a 3 equipos, SS Lazio, Mogliano y Noceto. No obstante, este verano se anunciaba la salida de la liga del campeón y el subcampeón de la temporada pasada, para competir en la temporada 2010/11 de la Magners League, el Benetton Treviso por sí mismo y el Rugby Viadana como parte esencial del proyecto del Aironi Rugby. También se efectuó la fusión del Rugby Parma y el Noceto para crear el Crociati, así que la liga se quedaba en 9 equipos, de modo que se repescó al descendido Veneziamestre y se cerró así la temporada con 10 equipos, como la temporada anterior. Finalmente el Gran Parma y el Colorno de la serie A también se fusionaron para crear el GranDucato.

## Equipos
| Club          | Ciudad          | Estadio                       | Aforo  |
| L'Aquila      | L'Aquila        | Stadio Tommaso Fattori        | 10.000 |
| Cavalieri     | Prato           | Stadio Enrico Chersoni        | 1.300  |
| Crociati      | Parma           | Stadio XXV Aprile             | 2.500  |
| GranDucato    | Parma           | Stadio XXV Aprile             | 2.500  |
| SS Lazio      | Roma            | Centro Sportivo Giulio Onesti | 5.000  |
| Mogliano      | Mogliano Veneto | Stadio Maurizio Quaggia       | ?      |
| Petrarca      | Padua           | Stadio Plebiscito             | 9.600  |
| Rugby Roma    | Roma            | Stadio Tre Fontane            | 4.000  |
| Rovigo        | Rovigo          | Stadio Mario Battaglini       | 7.000  |
| Veneziamestre | Venecia         | Centro Sportivo Comunale      | 600    |

## Clasificación
| \| \| Temporada 2010-2011 del Campionato di Eccellenza \| . · . · . \| |                                                  |           |         |           |         |          |       |
| | Equipo                                           | Puntos    | Jugados | Victorias | Empates | Derrotas | Bonus |
| 1 | Rovigo                                           | 73        | 18      | 16        | 0       | 2        | 9     |
| 2 | I Cavalieri                                      | 67        | 18      | 14        | 0       | 4        | 11    |
| 3 | Petrarca                                         | 59        | 18      | 13        | 1       | 4        | 5     |
| 4 | Crociati                                         | 48        | 18      | 10        | 2       | 6        | 4     |
| 5 | GranDucato                                       | 45        | 18      | 9         | 1       | 8        | 7     |
| 6 | Rugby Roma                                       | 40        | 18      | 7         | 2       | 9        | 8     |
| 7 | Mogliano                                         | 37        | 18      | 6         | 2       | 10       | 9     |
| 8 | SS Lazio                                         | 32        | 18      | 6         | 2       | 10       | 4     |
| 9 | L'Aquila                                         | 21        | 18      | 4         | 0       | 14       | 5     |
| 10 | Veneziamestre                                    | 4         | 18      | 0         | 0       | 18       | 4     |
| En azul los 4 equipos que estarían clasificados para disputar el título en semifinales, y estarán el año próximo en la European Challenge Cup. En amarillo, el último clasificado que descenderá. La victoria vale 4 puntos y el empate 2. Los bonus, de un punto cada uno, se dan por conseguir 4 ensayos o más, y por perder por 7 puntos o menos. Veneziamestre tiene 4 puntos de penalización. |                                                  |           |         |           |         |          |       |
| | Temporada 2010-2011 del Campionato di Eccellenza | . · . · . |         |           |         |          |       |

### Semifinales

#### Semifinal 1
| 14 de mayo de 2011 | Crociati | 13 - 20 | Rovigo |  |  |

| 21 de mayo de 2011 | Rovigo | 24 - 9 | Crociati |  |  |

#### Semifinal 2
| 15 de mayo de 2011 | Petrarca | 31 - 18 | I Cavalieri |  |  |

| 22 de mayo de 2011 | I Cavalieri | 5 - 6 | Petrarca |  |  |

### Final
| 28 de mayo de 2011 | Rovigo | 14 - 18 | Petrarca |  |  |

| Bandera de Italia     |
| Campeón Petrarca      |
| Décimo segundo título |